# Paranepsia amydra
Paranepsia amydra är en fjärilsart som beskrevs av Turner 1916. Paranepsia amydra ingår i släktet Paranepsia och familjen vecklare. Inga underarter finns listade i Catalogue of Life.